# 黄白红菇
黄白红菇（學名：Russula ochroleuca），俗稱赭色脆褶（Ochre Brittlegill）或常見黃色紅菇（Common Yellow Russula），是一種擔子菌門真菌，隸屬於俗稱脆褶（Brittlegill）的紅菇屬。廣泛分佈於歐洲、少量分佈於北美的林地中，並且常在樺樹和楊樹下出現。

## 分類
黄白红菇最早是由南非真菌學家先驅克里斯蒂安·亨德里克·珀森注意到是一個獨立的品種，並且亦是由珀森於19世紀年描述的。其學名源自拉丁文詞彙，意思是「黄白色」。而其俗稱「赭色脆褶」和「常見黃色紅菇」則分別源自其赭色外表和在西北歐的常見程度。

## 描述

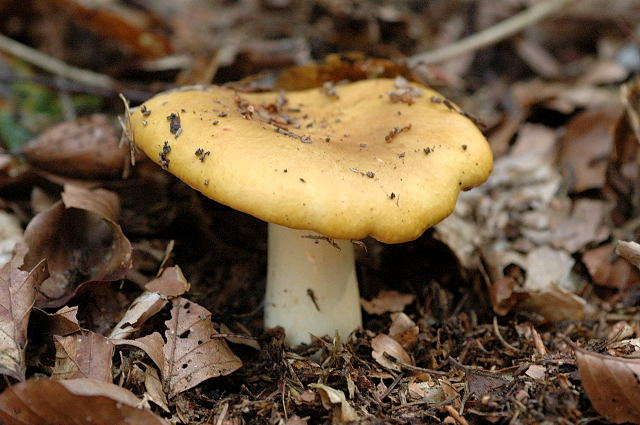
菌蓋呈下陷狀的黄白红菇

黄白紅菇體形中等，其菌蓋呈暗黃色或蒼黃色，直徑為5–12厘米（2–5英寸）。年輕時其菌蓋呈凸面狀，但隨著年齡增加會變成扁平狀，甚至是下陷狀。菌蓋表面光滑，但邊緣隨著年齡增加會起皺，且約三分之二的菌蓋邊緣會剝脫。其菌褶呈白色或灰白色，自由下垂或連生的。其菌柄 高3–7厘米（1–3英寸），厚1–2厘米（0.4–0.8英寸），呈圓柱狀，顏色為白色，但隨著年齡增加會變成淺灰色，尤其是浸在水中生長。其孢子印呈白色至淡奶油色，而擔孢子的大小則為8–10 x 7–8微米。其菌肉呈白色，而其味道則為輕度至中度辛辣。
美味的，且氣味為果香的亮黃紅菇則類似這種真菌，但有着一個較為明亮的黃色菌蓋。

## 分佈及生境
亮黃紅菇主要於夏末到深秋在歐洲和北美的落葉林和溫帶針葉林出現，並且常在樺樹和楊樹下生長。這種真菌在西北歐非常常見，而在歐洲其餘地區和北美則在針葉林中常見。

## 可食性
黄白红菇並沒有毒，因此可供食用。但是，因為其輕度至中度辛辣味道，因此人們不會視這種真菌為美味的真菌，亦因此不會將之用作食材。